# إشما داجان
إشما-داجان (𒅖𒈣𒀭𒁕𒃶، توفي حوالي عام 2154 قبل الميلاد)، كان حاكمًا لملكة ماري وأحد القادة العسكريين المعروفين بلقب "شاكاناكو" في شمال بلاد ما بين النهرين خلال أواخر عهد الإمبراطورية الأكدية. وفقًا للسجلات الملكية، فقد حكم لمدة 45 عامًا بعد شو-داجان، وكان ثالث حكام ماري الذين حملوا هذا اللقب. يُرجح أن إشما-داجان كان معاصرًا للحاكم الأكدي شار-كالي-شاري.
خلفه في الحكم ابناه نور-مير وإشتوب-إلوم، حيث توليا منصب شاكاناكو لماري تباعًا. وقد ورد ذكره في نقوش ابنه إشتوب-إلوم، التي دونت على ألواح تكريسية لبناء معبد، وجاء فيها:
"إشتوب-إلوم، شاكاناكو ماري، ابن إشما-داجان، شاكاناكو ماري، بنى المعبد لـ 'ملك البلاد'."
— من لوح تكريس إشتوب-إلوم.